# Кучковка
Кучко́вка (каз. Кучков) — село у складі Аккайинського району Північноказахстанської області Казахстану. Входить до складу Кіялинського сільського округу.
Населення — 91 особа (2021; 145 у 2009, 233 у 1999, 283 у 1989).
Національний склад станом на 1989 рік:
- росіяни — 42 %
- українці — 27 %
- німці — 21 %.